# 建水龙竹
建水龙竹（学名：Dendrocalamus jianshuiensis）为禾本科牡竹属下的一个种。

## 扩展阅读
- 維基物種上的相關：建水龙竹